# Jiří Valoch
Jiří Valoch (* 6. září 1946 Brno) je konceptuální umělec, kurátor výstav, teoretik a umělecký kritik, sběratel.

## Život
Jiří Valoch navštěvoval Gymnázium Brno, Elgartova. V letech 1965 až 1970 studoval bohemistiku, germanistiku a estetiku na Filozofické fakultě Masarykovy univerzity (tehdy Univerzita J. E. Purkyně) v Brně, kde nejdůležitější učitelé pro něj byli Oleg Sus a Jiří Levý. Studium zakončil diplomovou prací Experimentální poezie a její české realizace zabývající se typologií a genezí vizuální a fonické poezie.
V dubnu 1975 jej začala Státní bezpečnost (StB) evidovat jako tajného spolupracovníka s krycím jménem „Václav“.
Otec Jiřího Valocha byl významný český archeolog doc. Karel Valoch, který se zasloužil o zásadní výzkumnou činnost v jeskyni Kůlně a na Stránské skále.

## Umělec
Jiří Valoch je tvůrcem vizuální a konceptuální poezie, fotografické poezie, fotografických konceptů, textových instalací a konceptuálních kreseb. Jedno z děl rané tvorby Jiřího Valocha slovo "Dream" možná ještě zůstává vyryté podle slov autora "ve stále stárnoucím dubu" v Moravském krasu.
Vizuální poezii se věnuje od roku 1964. Nejprve se zabýval tvorbou nesémantických a ryze vizuálních estetických struktur, od roku 1970 se navrátil k sémantickému významu, ovšem při krajní redukci slov. Od konce 60. let k médiu strojopisu přibyly také nové typy vyjádření – sporadicky kresba, autorská kniha a fotografie. Na počátku 70. let tvořil intimní photo-pieces, pracoval s textovými zásahy do negativu a pozitivu fotografie. Na konci 60. let se zapojil též do mezinárodního hnutí poštovního umění (mail artu). V roce 1970 realizoval také kolektivní land-artové akce. Fotografii jako médium opustil v roce 1975, kdy také publikoval první monografii Poesia Visiva (nakladatelství Beniamina Carucciho, Řím).
První samostatnou výstavu VCH 64/67 měl v roce 1967 v Divadle hudby v Ústí nad Labem. V Československu v průběhu 70. a 80. let prakticky nevystavoval. Jeho vizuální básně se objevovaly na zahraničních výstavách a v publikacích. Svou tvorbu také prezentuje v podobě autorských knih vydávaných buď vlastním nákladem nebo prostřednictvím zahraničních nakladatelství. Účastnil se akcí hnutí fluxus (internacionální fluxový projekt spatial pomes organizovaný Mieko Shiomi v letech 1965 - 1975. Publikoval svou tvorbu v nakladatelství Something Else Press, které provozoval Dick Higgins, nebo v nakladatelství V TRE, provozované Georgem Brechtem a Georgem Maciunasem).
Na počátku 70. let se zapojil do mezinárodní výstavy Arte de Sistemas v Buenos Aires (CAYC, Museo de Arte Moderno, Buenos Aires, 1971). Dále se zúčastnil setkání československých a maďarských umělců v Balatonbogláru (26. 8. – 27. 8. 1972), jehož cílem byl projev sounáležitosti v rámci připomenutí čtvrtého výročí okupace Československa vojsky Varšavské smlouvy. Ve stejném roce byla jeho tvorba zařazena současně s dalšími českými autory do knihy Aktuelle Kunst in Osteuropa: Jugoslawien, Polen, Rumänien, Sowjetunien, Tschechoslowakei, Ungarn (vydalo nakladatelství Dumont Schauberg, 1972, editor: Klaus Groh). V Polsku měl na pozvání Jaroslava Kozlowského samostatnou výstavu v Poznani (Jiří Valoch: Sculptures, Galerie Akumulatory, 1974), na níž představil svou vizuální poezii a land artové projekty.
Od poloviny 80. let tvořil textové instalace, nejdříve v neoficiálních prostorech, později ve výstavních síních. V České republice mu v roce 1995 vyšlo souborné vydání jeho poezie Bílá kniha u příležitosti jeho výstavy ve Výstavní síni Emila Fily v Ústí nad Labem.
V roce 2015 vydalo sdružení Tranzit.cz jeho básnickou prvotinu Bílé listy z roku 1968 (editoři: Ondřej Chrobák, Jana Písaříková). Její původní vydání v nakladatelství Blok zmařila okupace Československa.
Jeho umělecká díla jsou zastoupena v řadě českých a zahraničních sbírek, např. expozice ART IS HERE v Moravské galerii v Brně otevřená v roce 2015 (Tate Modern, MuMOK Wien, MoMA, New York, Moderna galerija Ljubljana, Lomholt Mail Art Archive, Armin Hundertmark Collection, Ludwig Museum of Contemporary Art, Budapešť, Raphaël Lévy Collection Zurich, Moravská galerie v Brně, Národní galerie v Praze).

### Publikovaná díla a autorské knihy (výběr):
- Hlas/Voice/Voix/Stimme/Hlas, Writers Forum, London, 1966
- Nine Optical Poems, Writers Forum, London, 1967
- 3 texts to Juan Hidalgo and Zaj Friends: zaj but not zaj, make zaj not war, zaj is also better then zaj, autorská kniha, 1968
- Báseň pro pozorování reality, autorská kniha, 1969
- Uncorrect poem for Henri Chopin, autorská kniha, nakladatelství Opening Press Johna Furnivala, Londýn, 1969
- Unlucky number: 13 minipoempamphs, grOnk journal, Toronto, 1970
- Poetry for everyday, sonnet, little poem, the last poem, Ophir, 1970
- My little poem, Neue Texte, Linz, 1970
- Amodulo Book, autorská kniha vydaná v edici Amodulo, Brescia, Itálie, 1970
- Don't read please, dopisnice vydává G. J. Rook, Amsterdam, 1972
- Freedom, Time, Poem, magazín de Tafelronde, vydavatel Herman de Vries, 1973
- The Pipe: recent czech concrete poetry, antologie připravena Jiřím Valochem a Bp Nicol, 1973
- See page 13!, International Artist's Cooperation, vydává Klaus Groh, 1973
- Sculptures IV (for Dalibor Chatrný), autorská kniha vydaná vlastním nákladem, Brno, 1973
- Dva dny paměti, autorská kniha vydaná vlastním nákladem v limitovaném počtu 5 kusů, 1974
- Jiří Valoch: Poesia Visiva, Řím, nakladatel Beniamino Carucci, 1975
- Anekdoty bez topografie, autorská kniha vydaná vlastním nákladem v limitovaném počtu 5 kusů, Brno, 1976
- Word-Works 1974 - 1984, autorská kniha vydaná v nakladatelství Reiner Verlag, Německo, 1984
- Jiří Valoch: 20 works, Kunstinformatie 35, Havendijk, Nizozemí, 1985

Kolektivní výstavy (výběr):
- Works and Words,De Appel Gallery, Amsterdam, 1979
- International rubber workshop, Bremen, Německo, 1981 Aktuální fotografie, kurátor Antonín Dufek, Moravská galerie v Brně, 1982

## Kurátor
V letech 1972–2001 pracoval jako kurátor v Domě umění města Brna na Malinovského náměstí. V únoru 1968 Jiří Valoch realizoval v Domě umění města Brna první mezinárodní výstavu s názvem Computer Graphic prezentující vztah mezi uměním a technologií. O pár měsíců později srpnu 1968 připravila kurátorka Jasia Reichardt druhou výstavu počítačového umění nazvanou Cybernetic Serendipity v Institute of Contemporary Arts v Londýně. K zahájení výstavy Nová citlivost došlo 10. března 1968 v Domě umění města Brna. Před jednou z rekonstrukcí Domu umění byla v Procházkově síni uspořádána Osmihodinová výstava Dalibora Chatrného, do jejíhož průběhu byli zapojeni i návštěvníci. Výstava se neomezovala jen na interiér výstavního prostoru, ale její nejvzdálenější prvek - šňůra sahala až na sochu maršála Malinovského.
Od roku 1971 připravoval ve spolupráci s Jiřím Hynkem Kocmanem také výstavy v Minigalerii Výzkumného ústavu veterinárního lékařství.

### Seznam výstav (výběr)

#### Dům umění města Brna
- Computer Graphic, únor 1968, Dům umění města Brna (reprízovaná v Oblastní galerii v Jihlavě v březnu 1968 a v Oblastní galerii ve Zlíně v dubnu 1968)
- Nová citlivost, březen 1968, Dům umění města Brna
- Osmihodinová výstava Dalibora Chatrného, 1970, Dům umění města Brna